# Cachoeira de Minas
Cachoeira de Minas is een gemeente in de Braziliaanse deelstaat Minas Gerais. De gemeente telt 11.250 inwoners (schatting 2009).

## Aangrenzende gemeenten
De gemeente grenst aan Brasópolis, Conceição dos Ouros, Consolação, Estiva, Piranguinho, Pouso Alegre en Santa Rita do Sapucaí.